# دابراوا (استان بلاگووگراد)
دابراوا (به بلغاری: Dabrava) یک منطقهٔ مسکونی در بلغارستان است که در شهرستان بلاگووگراد واقع شده‌است. دابراوا ۱۳٬۵۵۱ کیلومتر مربع مساحت و ۵۸ نفر جمعیت دارد و ۵۹۳ متر بالاتر از سطح دریا واقع شده‌است.